# Antoine de Montchrétien
Antoine de Montchrétien (eller Montchrestien), född 1575 i Falaise i Normandie, död 7 oktober eller 8 1621, var en fransk soldat, poet, äventyrare och ekonom. 
Montchrétien var son till apotekaren Mauchrestien och blev tidigt föräldralös. Han fick sin omvårdnad och uppväxt hos François Thésart, baron av Tournebu och des Essarts; senare gifte han sig (1618) med Thésarts dotter Suzanne. Senare i livet blev han gunstling hos Henrik II av Frankrike. 
Han myntade begreppet politisk ekonomi. År 1615 utgav han Traité de l'œconomie politique som kom att få stort inflytande även utanför Frankrike. I mångt och mycket var det en stridsskrift mot allt utländskt. Särskilt betonade han betydelsen av att grunda manufakturer och utveckla de industriella näringarna, främst hantverk. För att åstadkomma detta måste allt utländskt stängas ute. Syftet med manufakturpolitiken och den politiska ekonomin var att ersätta utländsk import med inhemsk tillverkning. Ett annat syfte var att se till att de egna råvarorna förädlades i landet istället för att skickas ut i obearbetat skick. 